# Grants (Nouveau-Mexique)
Pour les articles homonymes, voir Grants.
La ville de Grants est le siège du comté de Cibola, situé dans le Nouveau-Mexique, aux États-Unis, sur l'historique Route 66.